# ピアノ五重奏曲 (エルガー)
エドワード・エルガーのピアノ五重奏曲 イ短調 作品84は、1918年の夏にサセックス州ブリンクウェルズに滞在中に作曲された。『マンチェスター・ガーディアン』紙の音楽評論家アーネスト・ニューマンに献呈された。
以下の3楽章からなる。
1. Moderato – Allegro
2. Adagio
3. Andante – Allegro

各楽章は演奏に10分以上を要するため、エルガーの室内楽では最も長い作品となっている。
同時期に、エルガーは大型の室内楽曲を他に2曲作曲している（ヴァイオリン・ソナタ作品82および弦楽四重奏曲作品83）。ヴァイオリニスト兼作曲家のW・H・リードは、これら3曲が「あのすばらしかった夏の静かで平和な環境に影響を受けている」と述べている。エルガーの妻キャロライン・アリスは、夫の3つの室内楽曲を耳にして、「エドワードは素敵な新作を書いた」と書き残している。
1919年5月21日に初演された。演奏者は、ピアノがウィリアム・マードック、ヴァイオリンがアルバート・サモンズとW・H・リード、ヴィオラがレイモンド・ジェレミー、チェロがフェリックス・サルモンドであった。エルガーが深く信頼していた音楽家たちが多く、例えばサルモンドはチェロ協奏曲の演奏者であったし、またサモンズはヴァイオリン協奏曲の最初の全曲録音者であった。
最初の録音は、ハリエット・コーエンとストラットン四重奏団によって行われた。録音が開始されたのは1933年10月だったが、その直後にエルガーは重い病に倒れている。テスト盤が病床のエルガーのもとに急送された。彼が非常に喜んだので、フレッド・ゲイズバーグはエルガーへのクリスマス・プレゼントに四重奏曲の録音を思い立ったほどである。
この作品がレパートリーに定着するのには歳月を要したが、近年では上演や録音の機会に恵まれている。『グラモフォン』誌は上記アリス夫人の言葉を引用しつつ、この作品に高い評価を与えている。コーエン以後で有名な録音の1つに、ジョン・オグドンとアレグリ四重奏団の録音が挙げられる。